# Alpha Camelopardalis
Alpha Camelopardalis (Shǎowèi (少衛), 9 Camelopardalis) é uma estrela na direção da Camelopardalis. Possui uma ascensão reta de 04h 54m 03.01s e uma declinação de +66° 20′ 33.6″. Sua magnitude aparente é igual a 4.26. Considerando sua distância de 6936 anos-luz em relação à Terra, sua magnitude absoluta é igual a −7.38. Pertence à classe espectral O9.5Ia SB:.